# المورمونية والمسيحية

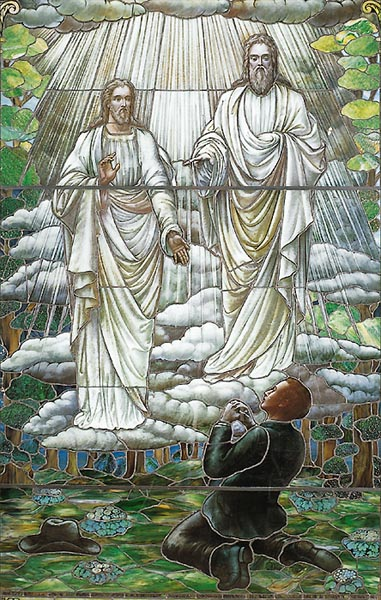

بين المسيحية والمورمونية تاريخ معقد من العلاقات اللاهوتية والتاريخية والاجتماعية. يعبر المورمون عن عقائدهم باستخدام مصطلحات الكتاب المقدس الرسمية، وتتشابه نظرتهم إلى فداء المسيح وقيامته الجسدية وعودته الثانية مع نظرة المسيحية التقليدية. ولكن معظم المورمونيين لا يقبلون النظرة التثليثية عند المسيحية الأرثوذكسية النيقية، التي أقرت في عقيدة نيقية في العقائد رقم 325 و381، ومع أن المورمونيين يقدّسون الكتاب المقدس، فإنهم لا يقولون بعصمته من الخطأ. تبنى المورمونيين إلى جانب الكتاب المقدس كتبًا أخرى، منها كتاب مورمون، والعقيدة والعهود، واللؤلؤة الغالية. يقرّ المورمونيون بالتعميد ويمارسونه، ويحتفلون بالقربان المقدس، ولكنهم إلى جانب هذا يشتركون في شعائر دينية لا تقرّها المسيحية التقليدية. على الرغم من بعض الإختلافات مع المسيحية التقليديَّة، الأ أنَّ المورمون يعرّفون أنفسهم كمسيحيين.
يركّز بعض المسيحيين على الاختلافات بينهم وبين المورمونيين فيعدّون المورمونية ديانة غير مسيحية، أما المورمونيون فيركزون على التشابهات، لذا يصعب عليهم أن يوصفوا بهذا الوصف. لا يقبل المورمونيون العمادة غير المورمونية، ولا المسيحيون يقبلون العمادة المورمونية. يبشر المورمونيون بدينهم بين المسيحيين اسمًا أو فعلًا، وكذلك يبشر بعض المسيحيين -خاصةً الإنجيليين- بدينهم بين المورمونيين. يرى بعض الباحثين أن المورمونية شكل من أشكل المسيحية، ولكنها بعيدة عن المسيحية التقليدية بعدًا جعلها تؤسس تراثًا دينيًّا جديدًا، بالإضافة إلى أن المسيحية شكل من أشكال اليهودية.
بدأت الحركة المورمونية مع جوسيف سميث في العقد الثالث من القرن التاسع عشر، وكان بينها وبين بروتستانتية ذلك العصر تشابهات قوية. يؤمن المورمونيون أن الله أعاد من خلال سميث وخلفائه عقائد وشعائر فقدتها المسيحية ولكن المسيح كان يقول بها ويفعلها. على سبيل المثال، رفض سميث بناءً على «الرؤيا الأولى» عقيدة نيقية التثليثية، واعتقد أن الله الآب، وابنه المسيح والروح القدس، ثلاث «شخصيات» مستقلة.  تقرّ أكبر طوائف المورمونية، وهي كنيسة فدّيسي اليوم الآخر، باختلافها مع المسيحية التقليدية، ولكنها مع ذلك تركز على المشتركات مثل التركيز على الإيمان بالمسيح واتباع تعاليمه، ومعجزة الفداء، وعقائد أخرى كثيرة.

## مقارنة عقدية
يعتقد بعض الناس أن جذور المورمونية تكمن في البروتستانتية والإصلاح البروتستانتي الذي جرى في العقدين الثالث والرابع من القرن التاسع عشر، ولكن المورمونية وصفت بأنها «خروج أصولي عن المسيحية البروتستانتية التقليدية»، إذ لم تدّع المورمونية يومًا أنها فرع إصلاحي من الكاثوليكية أو أي مجموعة بروتستانتية. ووصفها بعض المؤرخين بأنها دين من أديان الاستعادة. ومهما يكن من أمر، فإن المورمونية كانت جزءًا من فترة الصحوة الثانية الكبرى.

### فترة جوزيف سميث المبكرة
نشأت المورمونية في العقد الثالث من القرن التاسع عشر أيام فترة من الإصلاح الجذري والمراجعات الجادة في البروتستانتية الأمريكية، والمورمونية متصلة اتصالًا ثابتا بتلك البيئة الدينية. وكانت المورمونية حركة لاستعادة المسيحية الأولى، لذا كانت واحدة من الحركات الدينية المعاصرة التي ادّعت أنها تستعيد المسيحية التي كانت في زمن الرسل الإثني عشر.

#### كتاب مورمون
كان مما هدِف إليه كتاب مورمون (1830) الذي يبيّن العقيدة المورمونية الأولى، أن يحل جدالات عقدية كانت قائمة بين الطوائف المسيحية المعاصرة، وأن ينشئ لاهوتًا واحدًا مشتركًا. آمن جوزيف سميث بالكتاب المقدس حسب التراث البروتستانتي وآمن أن الكتاب المقدس (باستثناء الكتب المنحولة)، أوحى به الله للبشرية وأن فيه «كمال الإنجيل». ولكن سميث آمن أن الكتاب المقدس الذي بين يديه محرّف من الكتاب المقدس الأصلي. وألقى سميث اللوم على الكنيسة الكاثوليكية في شأن تحريف النص المقدس وتضييع كتب منه. قال سميث إن كتاب مورمون أظهر «أشياء ثمينة وظاهرة أُزيلت» من الكتاب المقدس. أكمل سميث أيضا نسخة غير منشورة من الكتاب المقدس فيها نظرة جديدة له، وقال إنه صحح أخطاء كثيرة فيه، وأضاف تفسيرات ألهمه الله إياها. جعل سميث كتاب مورمون في منزلة مساوية لمنزلة الكتاب المقدس.

#### طبيعة الله
كانت طبيعة الله في المورمونية الأولى محل جدل. يقول توماس غلين ألكسندر إن اللاهوت المورمونية الأول كان «تثليثيًّا في جوهره»، واستعمل عبارة في محاضرات عن الإيمان ليدعم رأيه:
اثنان يشكّلان القوة العظمى التي ليس كمثلها شيء، الحاكمة فوق كل شيء، التي بها خلقت كل الأشياء، وبها تخلق كل الأشياء. هما الآب والابن، الآب شخصية الروح والمجد والقوة والجلال والكمال، والابن وهو خليل الله ومعبده.
يقترح روبرت ميلِت أن سميث لم تكن قد أوحيت إليه طبيعة الله الجسدية عندما ألقى هذه المحاضرة:
يمكن أن جوزيف سميث لم يكن قد فهم بعد طبيعة الله المادية أو الجسمية عندما ألقى محاضراته عن الإيمان. نما علم سميث -كعلوم كل الرجال والنساء- تصاعديًا، وتطوره في الفهم كان طورًا بعد طور. نتيجةً للرؤيا الأولى، عرف النبي الصغير أن أبواب السماوات لم تعد مقفلة، وأن الشيطان ليس مجرد أسطورة أو مجاز، وأن الآب والابن شخصيتان مستقلتان.
يقول ميلت أيضا إن عبارة لترومان كو عام 1836 تؤكد فكرة اختلاف المورمونية الأولى عن البروتستانتية التقليدية في ذلك الوقت:
إنهم (أي المورمونيين) يؤمنون أن الإله الحق كائن مادي، يتكون من جسد وله أجزاء، وأن الله عندما خلق آدم على صورته، خلقه بنفس شكله وحجمه.
يقول كورت ويدمر إن «المورمونيين الأوائل كانوا يردون على مفهوم تثليثي لله شديد اللاهوتية والتثقيف»، وإن طبيعة الله لم تكن من الأشياء التي اهتم بها سميث اهتمامًا شديدًا.

#### عقائد أخرى
لم تكن عقيدة الخلاص المورمونية الأولى تتبع أي تراث موجود قبلها، ولكنها عمومًا كانت ذات اتجاه أرميني. اتفقت المورمونية الأولى مع الميثوديين وأتباع المسيح في رفض العقائد الكالفينية التي تؤكد الكمال المسيحي والإرادة الحرة. أكد كتاب مورمون على عقيدة الخطيئة الأصلية، ولكنه مع ذلك يتفق مع طوائف أرمينية أخرى في أن الأطفال غير قادرين على الخطيئة وأنهم في حالة من الرحمة الإلهية.
مثل بقية المسيحيين البدائيين، جعل سميث سلطة المسيحية في التفسير الصحيح للكتاب المقدس، وإن كان يؤمن مع هذا أن تفسير الكتاب المقدس يجب أن يهتدي بوحي مستمر جديد. في أول الأمر، كانت سلطة دين سميث مبنية على العقيدة الصحيحة وادعائه للنبوة. ثم في العقد الرابع من القرن التاسع عشر، أضاف إلى السلطة خلفاء رسوليين يمثلهم رسل من الملائكة ورسل عيّنهم سميث.

### فترة جوزيف سميث المتأخرة
من أواسط العقد الرابع في القرن التاسع عشر، حتى توفي عام 1844، استمر سميث في تأسيس أفكار وشعائر تختلف كثيرًا عن البروتستانتية التقليدية. هاجم سميث أولًا فكرة الكمال المسيحي أكثر من البروتستانتية التقليدية. واتبع المسيحيين غير البروتستانتيين في رفض عقيدة التبرير بالإيمان وحده، ومضى إلى العالمية الجامعة فجعل الجنة تراتبية من ثلاث جنّات، فيها وجعل فيها مكانًا لكل أحد، حتى للآثمين. في أواخر العقد الرابع من القرن التاسع عشر، جعل سميث تعميد الميت طريقة للأرواح غير الناجية لتقبل خلاصها في الآخرة، وقال بأن طقس الزواج مطلوب حتى يصل الإنسان إلى أعلى درجات الخلاص. أنشأ سميث أيضًا شعيرة مسحيّة أخرى، بعدها يحصل المرء على خلاص غير مشروط. اعتُبر هذا محاولة للإبقاء على أفكار الخلاص المؤكد عند الكالفينية.
اختلف سميث في سنينه الأخيرة عن البروتستانتية التقليدية في آرائه عن طبيعة الله والإنسانية. حتى جعل سميث في النهاية الفرق بين الله والإنسان فرقًا في درجة لا في النوع. فالله والإنسان أزليان وغير مخلوقين. وقال إن الإنسان يمكن أن يتطور إلى حد يكون فيه مساويًا لله الذي لم يكن إلا رجلًا مجيدًا موجودًا في الزمان. علّم سميث أن الله الآب والمسيح كانا كائنين لهما أجسام فيزيائية، وأن الروح القدس كانت شخصية روحية. وإذا لم يكن الله إلا رجلًا ترقّى حتى بلغ السماء، فإن للبشر أيضًا أن يبلغوا الألوهة. يتضمن هذا التعليم وجود هرمية كبيرة من الآلهة التي تحكم ممالك من الذكاءات الوضيعة، فتوجد هرمية أزلية. خلافًا لإله المسيحية التقليدية، لم يخلق الإله الذي رآه سميث الأرواح الأزلية للبشر، كلّ ما فعله أنه نظّمهم وأعطاهم خطة ليسيروا على خطاه. لم يصر الله إلهًا لأنه خلق الأكوان من عدم، بل لأنه كان أذكى الجميع.

### الجيل الأول من المورمونية
بعد وفاة سميث، بنى خليفته بريغهام يونغ وآخرون على تعاليمه الأخيرة وجاؤوا بأفكار جديدة أجرأ. ونتج عن هذا تراث ديني ميّز مورمونية الجيل الأول في القرن التاسع عشر. ومن أهم أفكار هذه المورمونية عقيدة آدم–الله، التي أصبحت أبرز عقائد مورمونية القرن التاسع عشر (وإن لم تكن الوحيدة البارزة). كان من تعاليم يونغ أن الإله الآب كان آدم، رجلًا فانيًا رُفع فنال الألوهة. آمن أنصار هذه العقيدة بأن الأب آدم، بوصفه العضو التابع في مجمع الآلهة الثلاثة، خلق الأرض. فآدم هو السلف المشترك وأبو جميع الأرواح التي ولدت على الأرض. بعد أن عاد آدم إلى عرشه السماوي، رجع مرة أخرى إلى الأرض ليكونَ أبًا للمسيح ابن مريم.
رفضت كنيسة قدّيسي اليوم الآخر مع مطلع القرن العشرين بعض عناصر مورمونية الجيل الأول، منها عقيدة آدم الله، وتعدد الزوجات. ولكن هذه العناصر بقيت في فرع صغير من المورمونية يدعى المورمونية الأصولية.

### أرثوذكسية كنيسة قديسي اليوم الآخر الحديثة
في مطلع القرن العشرين نشأت حركة لتقنين لاهوت كنيسة قديسي اليوم الآخر بعبارات رسمية من قادة الكنيسة، لكي تردّ الأفكار الدينية التي كانت منتشرة سرًّا عند بعض المورمونيين. تزامن هذا مع جهود لوقف تعدد الزوجات، الذي مُنع إلى حد كبير عام 1890، ومنعَ تمامًا عام بعد عام 1904. رسم المورمونيون البارزون أمثال جوزيف سميث وجون ويدستو وجيمس تالماج الخطوط العامة للأرثوذكسية المورمونية بمنشورات ضيّقت مجال اللاهوت المورموني الديني المقبول.

#### طبيعة الله والإنسان
في المسيحية التقليدية، قُرر في العقيدة الأثناسية أن الله واحد وثالوث: ثلاثة أشخاص يكونون الكائن الإلهي الأزلي، كلهم لا متناهون، كلهم أزليون، كلهم لا يتغيرون: الله الآب، والله الابن، والله الروح القدس. يتفق المورمونيون اليوم مع المسيحية التقليدية في أن العبادة يجب أن تكون لهؤلاء الأشخاص الثلاثة، ولكن اللاهوت المورموني يخالف المسيحية من جهة أنها تعدّ هؤلاء الثلاثة كائنًا واحدًا.
يتقيّد المورمونيون بلغة كتاب مورمون التي تعد الآب والابن والروح القدس واحدًا، ولكنهم يعدّون هذه الوحدة وحدة اجتماعية لا وحدة أنطولوجية. ينظر المورمونيون إلى الله من أيام سميث إلى اليوم على أنه جمع. ويرون أن الله الآب هو إلوهيم المذكور في الكتاب المقدس، وأن الابن، وهو كائن منفصل، هو المسيح وهو يهوه المذكور في الكتاب المقدس أيضا. كلاهما، ومعهما الروح القدس، يشكلون مجمعًا سماويًّا يسميه المورمونيون «عقل الله». وهؤلاء الثلاثة واحد، بمعنى أنهم متحدون متحابّون متفقون في الإرادة والهدف، وهو رأي يسمّى أحيانا الثالوثية الاجتماعية. خلافًا للمسيحيين التقليديين، يرى المورمونيون المعاصرون أن الابن خاضع للآب.
آمن المورمونيون منذ العقد الخامس في القرن التاسع عشر أن الإله متغير. فآمنوا أن الآب (كالابن) وُلد مرتين، مرة روحًا ومرة بشرًا فانيًا. بعد أن عاش حياة فانية، يؤمن الموورمونيون أن الآب مات، وقام من موته، وحقق ألوهته هو وزوجته (زوجة واحدة على الأقل) التي يسميها المورمونيون الأم السماوية. يعتقد بعضهم أن الأب السماوي والأم السماوية ولدا أرواح البشرية بعد اتصالهما الجنسي. يؤمن المورمونيون المعاصرون أن المسيح، الابن، هو أول هذه الأرواح المولودة.
قد يتفق المورمونيون مع العبارة القائلة إن الآب والابن غير مخلوقين، ولكن فهمهم لمعنى الخلق مختلف عن المسيحية التقليدية. لا يؤمن المورمونيون بأن الله خلق الكون من العدم، خلافًا للمسيحيين التقليديين. ولكن يؤمنون بأن عملية الخلق هي تنظيم أو إعادة تنظيم للمادة الموجودة من قبل، أو الذكاء الموجود من قبل. يؤمن المسيحيون التقليديون بأن الله واجب الوجود، أي إنه لا يمكن ألا يوجد، أما الكائنات الأخرى فممكنة الوجود. أما في المورمونية، فالأمر مختلف، إذ إن الله وكل إنسان واجب الوجود.
يختلف مفهوم الأزلية أيضًا عند المورمونيين عنه عند المسيحيين التقليديين الذين يؤمنون بأن طبيعة الله الأزلية موجودة خارج الزمان والمكان. يجعل بعض المورمونيين -وهم قلة- الله في الزمان والمكان. ولكن النص المورموني يقول: «لا يُقاس الزمان إلا بالنسبة إلى الإنسان». يؤمن المورمونيون بأن الآب والابن والروح القدس كلهم أزليون، وأن كل الإنسانية أزلية مع الآب بمعنى أن نفخة الوعي التي تحرك البشرية أزلية غير مخلوقة.
يؤمن المورمونيون بأننا يمكن أن نعرف الله بالوحي، ويمكن أن نعرفه بجسمه، إذ إن له جسمًا من لحم ودم. يؤمن المورمونيون بأفكار المسيحية التقليدية كقدرة الله المطلقة وعلمه المطلق، ويؤمنون أيضًا بأن حتى قدرته المطلقة محكومة لصفات الحق والحكمة والعدل والرحمة.

#### الخلاص
مع أن كنيسة قديسي اليوم الآخر لم تتبنّ عقيدة خلاصية، فإن معظم المورمونيين يؤمنون بعقيدة الخلاص التي صاغها بريغهام هنري روبرتس وجون أندرياس ويدستو وجيمس إدوارد تالماج في أوائل القرن العشرين. وخلافًا للمورمونيين القدماء يرفض معظم المورمونيين المعاصرين فكرة الخطيئة الأصلية، ويرون هبوط آدم جزءًا من خطة الله لخلاص البشرية، لا لعنة.
يؤمن المورمونيون بأن الإيمان والتوبة وحدهما لا يكفيان، بل يجب التعميد أيضا وفعل الخيرات. يعدّ المورمونيون قربانهم المقدس الأسبوعي طريقة لمراجعة عهدهم العمادي وتطهّرًا متكررًا من الآثام. ومع أن رحمة المسيح لها دور في الخلاص، فإن على كل مورموني أن يخلّص نفسه بنفسه. يؤمن المورمونيون بأن الناس الذين لم يعمدوا في حياتهم يمكن أن يبلغوا الخلاص بعد الموت إذا عُمدوا على الطريقة المورمونية في تعميد الموتى. ومع أن كتاب مورمون يرفض عقيدة الخلاص الجامع، فإن سميث بعد ذلك قال إن اللعنة حالة مؤقتة يمكن أن يخرج منها الآثم بعد أن ينال عقوبة آثامه، فإذا خرج منها دخل في واحدة من ممالك المجد الدنيا.
يؤمن المورمونيون بنسخة موسعة من عقيدة الكمال المسيحي، ويؤكدون أنه بنعمة المسيح يبلغ المورمونيون الألوهة الحرفية أو الحياة الأبدية. ولكي يبلغوا هذه المنزلة، يجب على المورمونيين أن يطيعوا تعاليم المسيح، ويطبقوا الشعائر كلها، كالتعميد   والالتزام بزوج وغير ذلك. وللتأكيد على اصطفاء المؤمنين، أسس سميث شعيرة المسح الثاني، التي يرتقي أصحابها إذا أطاعوا المسيح إلى حالة الحياة الأبدية.